# Franchevelle
Franchevelle és un municipi francès situat al departament de l'Alt Saona i a la regió de Borgonya - Franc Comtat. L'any 2007 tenia 369 habitants.

## Demografia

### Població
El 2007 la població de fet de Franchevelle era de 369 persones. Hi havia 139 famílies, de les quals 28 eren unipersonals (14 homes vivint sols i 14 dones vivint soles), 54 parelles sense fills, 50 parelles amb fills i 7 famílies monoparentals amb fills.
La població ha evolucionat segons el següent gràfic:
Habitants censats

### Habitatges
El 2007 hi havia 158 habitatges, 138 eren l'habitatge principal de la família, 9 eren segones residències i 11 estaven desocupats. 152 eren cases i 6 eren apartaments. Dels 138 habitatges principals, 120 estaven ocupats pels seus propietaris, 17 estaven llogats i ocupats pels llogaters i 1 estava cedit a títol gratuït; 2 tenien dues cambres, 6 en tenien tres, 39 en tenien quatre i 92 en tenien cinc o més. 120 habitatges disposaven pel capbaix d'una plaça de pàrquing. A 43 habitatges hi havia un automòbil i a 81 n'hi havia dos o més.

### Piràmide de població
La piràmide de població per edats i sexe el 2009 era:
| Homes | Edats   | Dones |
| ----- | ------- | ----- |
| 0     | 95 o +  | 0     |
| 4     | 90 a 94 | 0     |
| 0     | 85 a 89 | 4     |
| 0     | 80 a 84 | 4     |
| 12    | 75 a 79 | 8     |
| 0     | 70 a 74 | 0     |
| 12    | 65 a 69 | 4     |
| 0     | 60 a 64 | 4     |
| 8     | 55 a 59 | 8     |
| 12    | 50 a 54 | 12    |
| 12    | 45 a 49 | 12    |
| 8     | 40 a 44 | 16    |
| 20    | 35 a 39 | 20    |
| 12    | 30 a 34 | 8     |
| 8     | 25 a 29 | 4     |
| 12    | 20 a 24 | 0     |
| 12    | 15 a 19 | 16    |
| 0     | 10 a 14 | 8     |
| 12    | 5 a 9   | 20    |
| 8     | 0 a 4   | 4     |

## Economia
El 2007 la població en edat de treballar era de 229 persones, 181 eren actives i 48 eren inactives. De les 181 persones actives 165 estaven ocupades (97 homes i 68 dones) i 16 estaven aturades (7 homes i 9 dones). De les 48 persones inactives 16 estaven jubilades, 13 estaven estudiant i 19 estaven classificades com a «altres inactius».

### Ingressos
El 2009 a Franchevelle hi havia 145 unitats fiscals que integraven 378 persones, la mediana anual d'ingressos fiscals per persona era de 18.559 €.

### Activitats econòmiques
Dels 13 establiments que hi havia el 2007, 2 eren d'empreses de construcció, 3 d'empreses de comerç i reparació d'automòbils, 1 d'una empresa de transport, 1 d'una empresa d'hostatgeria i restauració, 1 d'una empresa financera, 3 d'empreses de serveis i 2 d'entitats de l'administració pública.
Dels 4 establiments de servei als particulars que hi havia el 2009, 1 era un taller de reparació d'automòbils i de material agrícola, 1 paleta i 2 electricistes.
Dels 2 establiments comercials que hi havia el 2009, 1 era una botiga de mobles i 1 una botiga de material de revestiment de parets i terra.
L'any 2000 a Franchevelle hi havia 11 explotacions agrícoles que ocupaven un total de 212 hectàrees.

## Equipaments sanitaris i escolars
El 2009 hi havia una escola elemental integrada dins d'un grup escolar amb les comunes properes formant una escola dispersa.

## Poblacions més properes
El següent diagrama mostra les poblacions més properes.